# 시치미촌
시치미촌(七美村)은 도야마현 이미즈군에 있던 촌이다.

## 역사
- 1889년 4월 1일 - 정촌제 시행에 의해 이미즈군 시치미촌이 성립하였다.
- 1953년 4월 1일 - 신미나토시에 편입되었다.

## 참고문헌
- 『市町村名変遷辞典』東京堂出版、1990年。